# Квасьный, Здзислав
Здзислав Квасьный (пол. Zdzisław Kwaśny; род. 6 ноября 1960, Квильч, Великопольское воеводство) — польский легкоатлет, специалист по метанию молота. Выступал за сборную Польши по лёгкой атлетике в конце 1970-х — начале 1980-х годов, обладатель бронзовой медали чемпионата мира, чемпион Польши, призёр Кубка Европы, бывший рекордсмен страны.

## Биография
Здзислав Квасьный родился 6 ноября 1960 года в деревне Квильч, Польша. Занимался лёгкой атлетикой в Познани, проходил подготовку в местном клубе «Олимпия» под руководством тренеров Чеслава Цибульского и Гжегожа Новака.
Впервые заявил о себе на международном уровне в сезоне 1979 года, когда вошёл в состав польской сборной и выступил на юниорском европейском первенстве в Быдгоще, где в зачёте метания молота стал девятым.
Наиболее успешным в карьере Квасьного оказался сезон 1983 года, когда он выиграл множество местных небольших турниров, в том числе одержал победу на чемпионате Польши в Быдгоще. Благодаря череде успешных выступлений удостоился права защищать честь страны на впервые проводившемся чемпионате мира по лёгкой атлетике в Хельсинки — в финале с результатом 79,42 завоевал бронзовую награду, уступив только советским метателям Сергею Литвинову и Юрию Седых. Позднее стал вторым на Кубке Европы в Лондоне, установив при этом свой личный рекорд — 80,18 метра (на то время — национальный рекорд Польши).
Впоследствии, однако, Квасьный больше не показывал сколько-нибудь значимых результатов на международной арене и по окончании сезона 1986 года завершил спортивную карьеру.